# Ascothorax bulbosus
Ascothorax bulbosus is een kreeftachtigensoort uit de familie van de Ascothoracidae. De wetenschappelijke naam van de soort is voor het eerst geldig gepubliceerd in 1951 door Heegaard.